# Regiment Infanterie Prins Johan Willem Friso

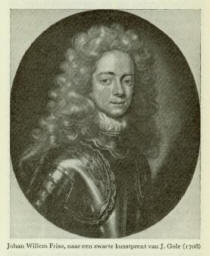
Johan Willem Friso

Het Regiment Infanterie Prins Johan Willem Friso (RI PJWF) is een Nederlands infanterieregiment en tevens het oudste infanterieregiment van de Koninklijke Landmacht. Het regiment is genoemd naar de Friese stadhouder en militair Johan Willem Friso van Nassau-Dietz (1687-1711).

## Naamgeving
Het regiment ontstond in de jaren 50 van de twintigste eeuw, bij de grote naoorlogse reorganisatie van de vroegere Koninklijke Landmacht.
Voor 1950 bestond de landmacht slechts uit genummerde regimenten; in 1950 werden die allemaal hernoemd in regimenten met een naam.
Het Regiment Infanterie Johan Willem Friso werd op 1 juli 1950 opgericht en was de voortzetting van het voormalige 1e (en hieruit ontstane 9e) Regiment Infanterie. Het 1e en 9e RI waren voor de Tweede Wereldoorlog gelegerd in Assen en Leeuwarden; vandaar ook de vernoeming naar de stadhouder van Friesland, Groningen en Drenthe: Johan Willem Friso.
Bij Koninklijk besluit is per 20 november 2020 de prinselijke titel aan de naamvoering van het Regiment Infanterie Johan Willem Friso  toegevoegd, waardoor het regiment vanaf deze datum wordt aangeduid als Regiment Infanterie Prins Johan Willem Friso.

## Geschiedenis
Het oudste stamonderdeel van het regiment is het toenmalige 1e Bataljon van het Hollands Legioen van Oranje. Dat werd op 28 oktober 1813 opgericht. Nadien volgden meer bataljons. Deze werden in 1815 samengevoegd tot 12e Afdeling Infanterie. Uit andere eenheden ontstond de 1e Afdeeling Infanterie. Beide korpsen ontvingen in 1820 voor het eerst een eigen vaandel.

### Belgische Revolutie

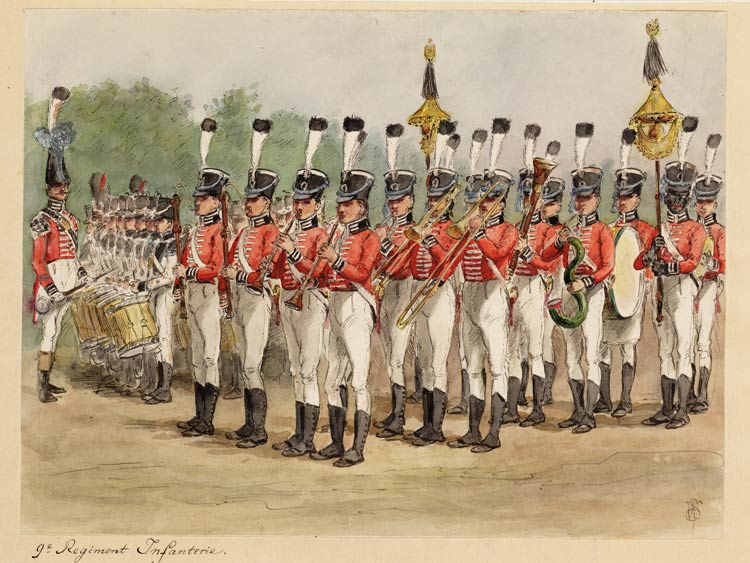
Muziekkorps van het 9e Infanterie Regiment

Als gevolg van de Belgische Revolutie liepen veel Zuid-Nederlandse dienstplichtigen weg en moesten eenheden samengevoegd worden om weer volledig inzetbare eenheden te krijgen. De 1e Afdeeling Infanterie werd samengevoegd met de 12e Afdeeling Infanterie.
Deze eenheid nam deel aan de Tiendaagse Veldtocht en werd ingezet bij de veldslagen bij Beringen (5 augustus 1831) en Bautersem (11 augustus 1831). Ook namen bataljons van de 12e Afdeling Infanterie onder leiding van Generaal Chassé deel aan de strijd om de Citadel van Antwerpen. De inzet van de Nederlandse legers mocht niet baten, onder druk van inzet van Franse troepen werd België uiteindelijk definitief onafhankelijk.
In de daarop volgende jaren werd het Nederlandse leger gereorganiseerd. In 1839 werd 12e Afdeeling Infanterie tot 1e Afdeeling Infanterie vernummerd. Bij een volgende reorganisatie, in 1841, werd afdeeling vervangen door regiment en ontstond aldus het 1e Regiment Infanterie, ook wel 1 RI. Dit regiment bestond aanvankelijk uit vier, later uit vijf, bataljons. Op het vaandel van dit regiment werden in 1896 de opschriften Tiendaagse Veldtocht 1831 en Citadel van Antwerpen 1832 aangebracht.
Uit het 1e Regiment Infanterie splitste in 1903 het 9e Regiment Infanterie (9 RI) zich af. Beide regimenten beschikten over vier bataljons.
Aan de vooravond van de Eerste Wereldoorlog volgde een nieuwe reorganisatie. Uit het 1e en het 9e Regiment Infanterie ontsproten in 1913 een aantal nieuwe regimenten: 12 RI uit 1 RI en het 20 RI uit 9RI. Elk regiment bestond uit drie bataljons. Tijdens de Eerste Wereldoorlog waren de regimenten gemobiliseerd. Tezamen met acht landweerbataljons waren er 20 bataljons onder de wapenen. Na de Eerste Wereldoorlog werd het leger drastisch ingekrompen. De landweerbataljons werden opgeheven en de regimenten infanterie bestonden vanaf 1922 nog slechts uit twee of drie opleidingscompagnieën.

### Tweede Wereldoorlog
Voorafgaand aan de Tweede Wereldoorlog moest Nederland weer mobiliseren. In 1938 werden bij elk regiment twee bataljons opgericht. In 1939 volgde volledige mobilisatie. Naast 1, 9, 12 en 20 RI ontstonden respectievelijk 25, 33, 36 en 44 RI, elk met drie bataljons. Tevens leverden 1, 9, 12 en 20 RI elk een grensbataljon. In totaal waren dus 28 bataljons gemobiliseerd. 1, 9, 12 en 20 RI hadden elk ook een opleidingsbataljon.
Tijdens de Duitse aanval op Nederland in 1940 zijn bataljons van de diverse regimenten (1, 9, 12, 20, 25, 33, 36 en 44 RI) in diverse delen van Nederland ingezet. Een aantal bataljons nam deel aan hevige gevechten.
1RI en 9RI en een deel van 12 RI waren betrokken bij gevechten rond Den Haag. Een deel van 20 RI was actief tijdens de Slag om de Grebbeberg, een ander deel van 20 RI werd bij Den Haag ingezet. Onderdelen van 25 RI nam deel aan de strijd rond Rotterdam. Een sectie van het 1e Grensbataljon van 1 RI leverde strijd bij Coevorden, bij een brug over de Lutterhoofdwijk waar een Duitse colonne een tijd lang werd tegengehouden. Voor deze daad werden leden van de eenheid na de oorlog onderscheiden met het Bronzen Kruis en de Bronzen Leeuw. In totaal sneuvelden in de meidagen van 1940 143 man van al deze eenheden. Na de overgave werden de troepen gedemobiliseerd en huiswaarts gezonden.
Uit het Friese verzet ontstond in 1945 het bataljon Friesland, dat na de oorlog tot het 9e Regiment Infanterie ging behoren. De vereniging van oud-strijders van dit bataljon werd begin jaren tachtig onderscheiden met het Verzetsherdenkingskruis. Ter herinnering daaraan werd in 2009 een vlag vervaardigd die aan dit bataljon herinnert en die wordt bewaard bij het Regiment.

### Politionele Acties
Na de Tweede Wereldoorlog werden 1 RI en 9 RI weer geactiveerd. Op 1 februari 1947 werden het 1e en het 12e Regiment Infanterie samengevoegd als 1e Regiment Infanterie en het 9e en het 20e Regiment Infanterie werden samengevoegd als 9e Regiment Infanterie. De andere regimenten die uit 1 RI en 9 RI waren voortgekomen (25, 33, 36 en 44 RI) werden opgeheven en keerden terug in het moederregiment.
In 1946 werden bataljons oorlogsvrijwilligers ingedeeld bij 1 en 9 RI en uitgezonden naar Nederlands-Indië waar zij werden ingezet bij de Politionele acties.
De bataljons van deze regimenten waren actief bij acties op Java en Sumatra. Tijdens de Eerste politionele actie namen militairen van 1 RI deel aan acties rondom Batavia en Medan. Militairen van 9 RI waren o.a. actief bij Cheribon. Tijdens de Tweede politionele actie waren eenheden van deze regimenten actief bij operaties bij Solo en Palembang (9 RI) en Pageram, Benkoelen en Padang (1 RI). Uiteindelijk werd Indonesië, na zware internationale druk op Nederland, op 27 december 1949 onafhankelijk.
In de periode tussen 1946 en 1950 zijn 174 militairen van 1 RI en 9 RI omgekomen.
In 1950 vond opnieuw een reorganisatie plaats van de vroegere Koninklijke Landmacht: op 1 juli 1950 werden 1 en 9 RI samengevoegd en hernoemd tot Regiment Infanterie Johan Willem Friso. Op 8 oktober 1951 kreeg het regiment een nieuw vaandel met vermelding van de vaandelopschriften van 1 RI. De verrichtingen tijdens de Politionele acties werden in 1977 met een aparte strook (cravate) met de tekst Java en Sumatra 1946-1949 aan het vaandel toegevoegd.

### Libanon

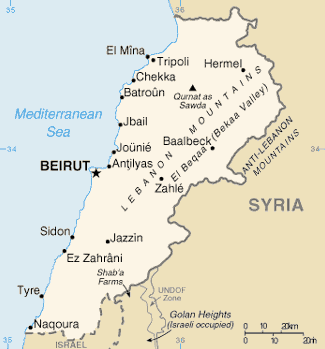
Kaart van Libanon

De parate eenheid van het Regiment Infanterie Johan Willem Friso werd in 1950 gevormd door het 422e Bataljon Infanterie, gelegerd op de Adolf van Nassaukazerne in Zuidlaren. Op 18 juli 1957 werd dit bataljon hernummerd in 44e Bataljon Infanterie en in 1960 werd de naam opnieuw veranderd in 44 Pantserinfanterie Bataljon (44 Painfbat).
Vanaf midden jaren 60 van vorige eeuw stelde de Nederlandse regering troepen ter beschikking aan de Verenigde Naties. 44 Painfbat werd als permanent beschikbaar VN-bataljon aangewezen en stond ook onder die bijnaam bekend. Vanaf januari 1966 moesten de bij 44 Painfbat ingedeelden binnen een maand gereed kunnen zijn voor uitzending. Het duurde echter nog tot 1979 voor er daadwerkelijk een beroep werd gedaan op het VN-bataljon.
In december 1978 verzochten de VN aan de Nederlandse regering troepen beschikbaar te stellen voor een VN-Vredesmacht in Libanon: UNIFIL. Op 12 januari 1979 ging de Nederlandse regering akkoord en vanaf 27 februari 1979 werden militairen van 44 Painfbat in Zuid-Libanon ingezet onder de naam Dutchbatt. De Nederlanders werden ingezet in infanteriecompagnieën opererend vanuit de plaatsen Haris, Yatar, Siddiqin en Majdal Zoun.
Door Dutchbatt bemande wegversperringen om verplaatsing van gewapende lieden en hun uitrusting onmogelijk te maken en Observation Posts van waaruit de verrichtingen van de voormalige - maar feitelijk nog steeds strijdende - partijen (Het Libanese leger, het Israëlische leger, de milities van majoor Haddad en Palestijnse milities) werden bekeken. Ook werd voor de Israëlische inval van 1982 gepatrouilleerd om infiltraties in het gedemilitariseerde Unifil gebied te onderscheppen en te ontwapenen.
In 1983 werd het 816 man sterke 44 Painfbat teruggetrokken als reactie op de Israëlische bezetting van het Unifilgebied. Voor de vorm bleef nog twee jaar een detachement achter ter sterkte van een infanteriecompagnie. Dit detachement Dutchcoy kon zonder YP408 pantserwagens, zonder 120mm mortieren en TOW antitankraketten waarmee de oorspronkelijke compagnieën organiek waren uitgerust echter weinig uitrichten.
Op 19 oktober 1985 kwam een eind aan de inzet van het regiment in Libanon. Totaal kwamen tijdens de Unifil inzet 9 militairen van het bataljon om het leven.

### Opheffing, heroprichting en uitzendingen
Als gevolg van het eind van de Koude Oorlog en de val van de Berlijnse Muur werd de landmacht in de jaren 90 van de 20e eeuw sterk verkleind.
De dienstplicht werd opgeschort en veel eenheden werden opgeheven. Ook 44 Painfbat ontkwam er niet aan; op 16 april 1992 werd 44 Painfbat JWF opgeheven en werd de Adolf van Nassaukazerne in Zuidlaren gesloten.
De tradities van 44 Painfbat werden overgenomen door 43 Painfbat in Assen dat kort daarop ook werd opgeheven. Per Koninklijk Besluit van 29 juli 1994 werd het regiment formeel opgeheven; de tradities en het regimentsvaandel verdwenen naar het Infanteriemuseum in Harskamp.
Door de ontstane instabiliteit in de wereld en de uitgebroken kleinschalige conflicten, waaronder in voormalig Joegoslavië, besloot de Nederlandse regering actief aan vredesoperaties deel te nemen. Hierdoor werden steeds meer Nederlandse troepen naar het buitenland gezonden.
Het parate deel van de landmacht werd daarom gereorganiseerd en uitgebreid. In Havelte werd een gemechaniseerde brigade (43 Mechbrig) (her)opgericht, waarvan ook een pantserinfanteriebataljon deel zou uitmaken. Dit nieuw op te richten bataljon nam de tradities van het Regiment Infanterie Johan Willem Friso op zich.
In december 1997 werd het bataljon heropgericht dat op 1 juli 1999 44 Pantserinfanteriebataljon (44 Painfbat) werd. Met de heroprichting herleefde ook het Regiment Infanterie Johan Willem Friso. Toenmalig bevelhebber der Landstrijdkrachten overhandigde het vaandel aan de regimentscommandant, tevens commandant van 44 Painfbat. Ook 18 Painfbat, een reserve eenheid, maakte deel uit van het regiment; 18 Painfbat werd in 2004 echter opgeheven vanwege bezuinigingen.

### Bosnië en Herzegovina
Van november 2000 tot mei 2001 maakte 44 Painfbat deel uit van de Stabilization Force (SFOR9) in Bosnië en Herzegovina. Van mei 2002 tot november 2002 maakten militairen van 44 Painfbat opnieuw deel uit van SFOR.
Ook is de A-(Phoenix)compagnie in 2004, in eerste instantie, uitgezonden geweest in het kader van SFOR. Na iets meer dan een maand ging de missie over in EUFOR (European Forces) en werd het de eerste zelfstandige (Nederlandse) infanteriecompagnie onder de vlag van de EU (tot en met mei 2005).

### Afghanistan
Van maart 2006 tot december 2006 maakten militairen van 44 Painfbat deel uit van de Deployment Task Force Afghanistan. In 2006 werden militairen van de Bravo-Compagnie toegevoegd aan de 11e Luchtmobiele Brigade, samen vormden zij 1(NLD/AUS)BG tijdens rotatie TFU-1 van juni 2006 t/m November 2006. In oktober 2007 vertrok bijna het gehele bataljon naar Afghanistan als 1(NLD)BG 44 RI JWF - ROTATIE TFU-5. Alleen de Bravo-Compagnie die in 2006 van de partij was onder bevel van 11-Luchtmobiel bleef achter. Het bataljon werd echter compleet gemaakt met een luchtmobiele infanterie compagnie van de Luchtmobiele Brigade. Tijdens deze missie zijn de Soldaat Wesley Schol en de Korporaal Aldert Poortema op 12 januari 2008 omgekomen door gevechtshandelingen. Eind april 2008 waren alle eenheden van het 44e bataljon weer terug. De Soldaat Wesley Schol ontving op 16 oktober 2008 postuum het Kruis van Verdienste. Het vaandel mag voor krijgsverrichtingen in Afghanistan het opschrift Noord-Kandahar en Uruzgan 2006 voeren.

## Eenheden
Momenteel behoren de volgende eenheden tot het Regiment Infanterie Johan Willem Friso:
- 44 Pantserinfanteriebataljon
- De staf en stafcompagnie van de 43 Gemechaniseerde brigade (43 Mechbrig)
- de Koninklijke Militaire Kapel "Johan Willem Friso"

Deze eenheden vallen allen onder 43 Mechbrig en zijn gelegerd op de Johannes Postkazerne in Havelte.

## Tradities en gebruiken

### Band met Libanonveteranen
Zoals beschreven maken de uitzendingen van personeel van het 44e Pantserinfanteriebataljon naar Libanon een belangrijk deel uit van de recente geschiedenis van het regiment. Ter herinnering aan de periode is op de Johannes Postkazerne in Havelte een Libanon-monument geplaatst, waar de namen van de tijdens deze missie omgekomen militairen staan. Jaarlijks op de dodenherdenking vindt bij dit monument een speciale herdenking plaats voor deze omgekomen militairen.
Om de band met de Libanonveteranen op het uniform terug te laten komen, dragen militairen van 44 Painfbat sinds 14 maart 2003 een blauw koord aan het uniform; het "Libanonkoord". Alle militairen die worden ingedeeld bij 44 Painfbat draaien kort na hun plaatsing bij het regiment de "Oefening Blauw Koord", bij terugkomst van de oefening mogen zij het blauwe koord in ontvangst nemen, en op hun "DT" (Dagelijks Tenue) dragen.

### Bataljonspaard
In 1964 schonk de gemeente Zuidlaren, als teken van goede verstandhouding tussen 44 Painfbat en de gemeente, een Fries veulen aan het bataljon. Dit veulen werd door het bataljon verzorgd en na een jaar weer verkocht, waarna met de opbrengst weer een nieuw veulen werd aangekocht. In 1991 werd het laatste bataljonspaard verkocht en de opbrengst werd aan de gemeente Zuidlaren geschonken. Met de heroprichting van het bataljon is ook de traditie van het bataljonspaard in ere hersteld. Bij speciale gelegenheden is het paard, in een speciale regimentsuitmonstering, aanwezig.

### Het vaandel
Gelijk alle infanterieregimenten voert het regiment een vaandel.
De vaandelopschriften zijn:
- Tiendaagse Veldtocht 1831
- Citadel van Antwerpen 1832
- Java en Sumatra 1946-1949
- Noord-Kandahar en Uruzgan 2006[3]

### Het ceremonieel tenue
Het regiment heeft een ceremonieel tenue dat is gebaseerd op het geklede tenue dat militairen van 1905 tot 1912 droegen. Als hoofddeksel wordt de sjako uit 1865 gevoerd.

### Mars
De Mars van het 1e Regiment Infanterie (Steeds vooraan) is de defileermars van het regiment.